# Rotation (film)
Rotation è un film del 1949 sceneggiato e diretto da Wolfgang Staudte che, nel 1954, vinse il Premio della Giuria internazionale della critica al Festival del cinema di Locarno. La storia del film racconta la vita di Hans Behnke (interpretato da Paul Esser), un lavoratore che si trova a dover affrontare le difficoltà e i problemi attraversati dalla Germania dagli anni venti fino al 1945.

## Trama
Behnke è un operaio che per assicurarsi una vita migliore decide di aderire al partito nazista anche se non condivide pienamente l'ideologia. 
Dopo aver scoperto che ha aiutato un gruppo della Resistenza il figlio Helmut lo denuncia e finisce in carcere. Dopo diverso tempo viene finalmente liberato e scopre con dolore che la moglie è morta a causa della guerra ma riesce a fare pace con il figlio.

## Produzione
Le riprese del film, che fu prodotto dalla Deutsche Film (DEFA), durarono dal 29 settembre al novembre 1948.

## Distribuzione
Distribuito nella DDR dalla Deutsche Film (DEFA) e, nella zona sovietica, dalla Sovexport-Film GmbH, il film fu presentato al Babylon di Berlino il 16 settembre 1949.

## Riconoscimenti
- 1954 - Locarno Festival
  - Premio della Giuria internazionale della critica